# Schwesing
Schwesing (dänisch Svesing, nordfriesisch: Swiasing) ist eine Gemeinde im Kreis Nordfriesland an der Westküste von Schleswig-Holstein.

## Geografie

### Geografische Lage
Schwesing befindet sich östlich von Husum im Bereich der historischen Südergoesharde. Die südliche Gemeindegrenze hin zu den Gemeinden Rantrum und Wittbek wird durch den Flusslauf der Husumer Mühlenau abgebildet.

### Gemeindegliederung
Neben dem namengebenden Dorf Schwesing befinden sich auch die Ortschaften Am Pfahl, Augsburg (dänisch Augsborg), Engelsburg (dänisch Engelsborg), Hohlacker (dänisch Holager) Spingwang und Süderholz (dänisch Syderholt, auch Sønderholt) im Gemeindegebiet.
Obwohl vom Hauptort dieser Gemeinde abgeleitet, befindet sich Schwesing-Bahnhof bereits in der Nachbargemeinde Mildstedt.

### Nachbargemeinden
Direkt an Schwesing grenzende Gemeindegebiete sind:
| Horstedt (Nordfriesland) | Olderup                                     | Immenstedt (Nordfriesland) |
| Husum                    | Kompassrose, die auf Nachbargemeinden zeigt | Wester-Ohrstedt            |
| Mildstedt                | Rantrum                                     | Wittbek                    |

## Geschichte
Der Ort wurde erstmals 1435 als „Swesum“ schriftlich erwähnt. Der Ortsname steht in Verbindung mit dem Personennamen Svese (vgl. Svestad in Norwegen) oder mit den Svear, die hier gesiedelt haben könnten. Schwesing hat eine Kirche aus dem frühen 13. Jahrhundert. Der Abendmahlsbecher der Schwesinger Kirche zeigt auf der Unterseite einen Eber und einen Bach, was eventuell eine Deutung des Namens auf „Wildschweine am Bach“ zulässt. Es kann sich bei dem Wappen aber auch um eine spätere Deutung des Namens handeln.
Der Sage nach wurde die Suche nach dem Platz zum Bau der Kirche zwei jungen Stieren überlassen. Diese koppelte man aneinander und ließ sie ziehen. Wo die Stiere sich zur Nacht lagerten, erbaute man die Kirche. Stiere zum Auffinden eines Bauplatzes entspricht anderen Kirchengründungssagen in Schleswig-Holstein.
Nach der Annexion Schleswig-Holsteins durch Preußen wurde aus dem Gebiet des Kirchspiels Schwesing eine Kirchspielslandgemeinde gebildet. Sie umfasste neben Schwesing die fünf Dorfschaften Ahrenviöl, Hochviöl, Immenstedt, Oster-Ohrstedt und Wester-Ohrstedt.
Bei der Reichstagswahl März 1933 stimmten 90,6 % für die NSDAP, 5,5 % für die DNVP, 2,0 % für die SPD und 0,2 % für die KPD bei einer Wahlbeteiligung von 94,6 %.
Am 1. April 1934 wurde die Kirchspielslandgemeinde Schwesing aufgelöst, und die Dorfschaften bildeten eigenständige Landgemeinden. Hochviöl wurde 1976 nach Viöl eingemeindet.
Im Ortsteil Engelsburg wurde im Herbst 1944 das KZ Husum-Schwesing eingerichtet (als Außenstelle des KZ Neuengamme). Die KZ-Häftlinge sollten den „Friesenwall“ errichten, eine Abwehranlage gegen eine alliierte Landung. Auf dem Gelände des KZ befindet sich heute eine Gedenkstätte.
Das Ausbildungszentrum Flugabwehrraketen hat eine Außenstelle in Schwesing. Das moderne Ausbildungszentrum Flugabwehrraketen erhielt im März 2024 den Namen Generalleutnant Mende Zentrum.

## Gemeindevertretung
Bei der Kommunalwahl am 14. Mai 2023 wurden insgesamt elf Sitze vergeben. Von diesen erhielt die Wählergruppe Schwesing A sechs Sitze und die Wählergruppe Schwesing B fünf Sitze.

## Sehenswürdigkeiten
In der Liste der Kulturdenkmale in Schwesing stehen die in der Denkmalliste des Landes Schleswig-Holstein eingetragenen Kulturdenkmale.

## Wirtschaft und Infrastruktur

### Allgemeines
Schwesing hat im Ortsteil Hohlacker einen Golfplatz und im Ortsteil Engelsburg einen ehemaligen militärisch genutzten Flugplatz, der von der Husumer Flughafen GmbH zivil genutzt wird.
Dieser Flugplatz bzw. die Liegenschaft wird auch aktuell von der Flugabwehrraketengruppe 26 als Friedensausbildungsstellung genutzt, zudem ab Januar 2024 als Ausbildungszentrum Flugabwehrraketen für die Flugabwehrraketensysteme Patriot, LeFlaSys, sowie IRIS-T SLM.

### Bildung
In Schwesing gibt es einen Kindergarten, der von der örtlichen evangelisch-lutherischen Kirchengemeinde betrieben wird.

### Verkehr
Durch die Dorflage von Schwesing verläuft die Bundesstraße 201 von Husum über Schleswig nach Kappeln. Das großflächige Gemeindegebiet wird im Nordwestteil ebenfalls von der Bundesstraße 200 von Husum nach Flensburg durchquert. Hier befinden sich die Ortsteile Augsburg und Engelsburg. Beide Straßen bilden das Rückgrat des überregionalen Motorisierten Individualverkehrs im Landesteil Schleswig.
Durch die Gemeinde führt ebenfalls die Bahnstrecke Jübek–Husum (ohne Haltepunkt). Der nächstgelegene Bahnhof ist der von Husum an der Marschbahn.

## Fotogalerie

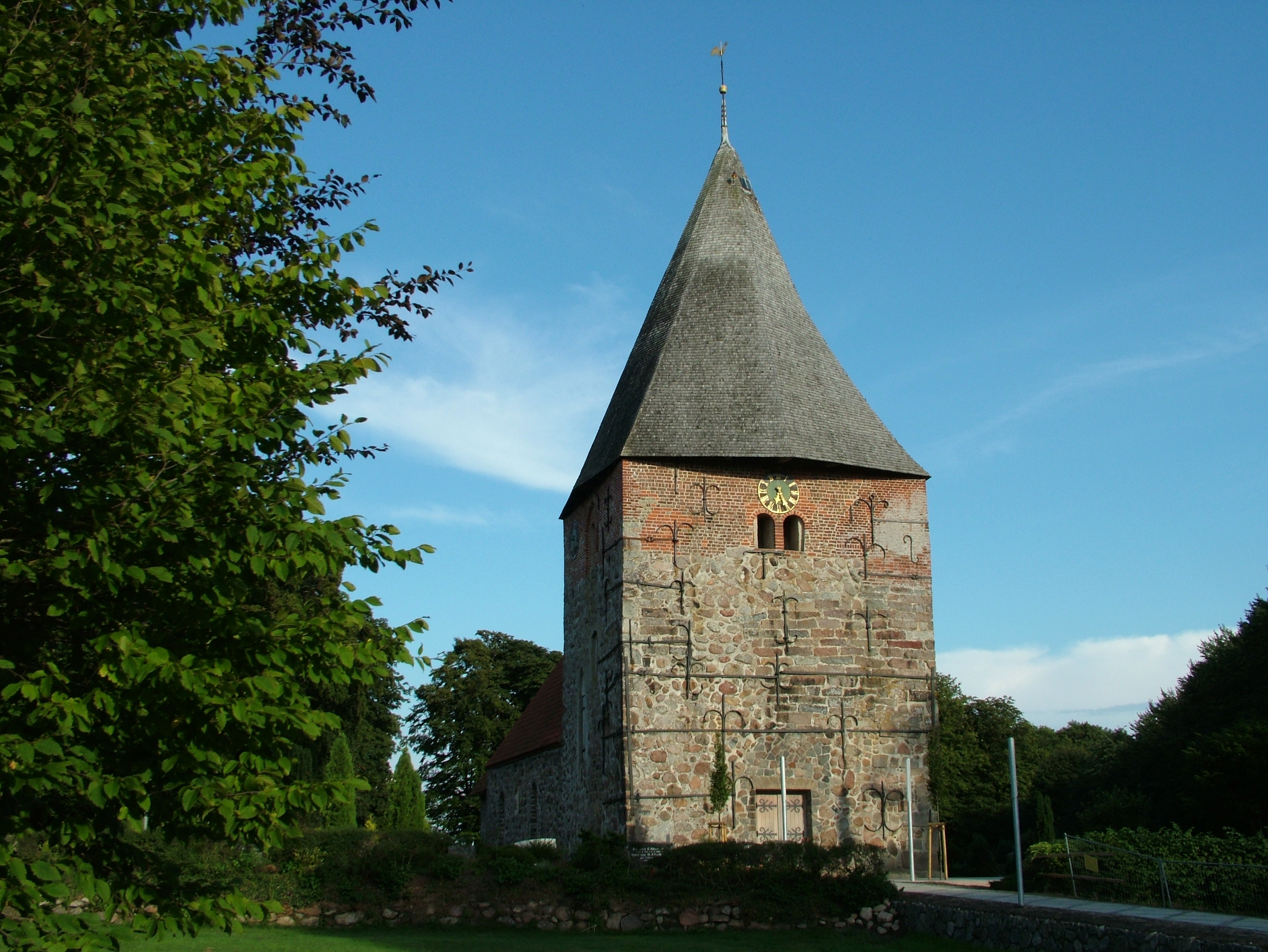
Die Kirche von Schwesing
Das Wappen unter dem Abendmahlsbecher der Kirche
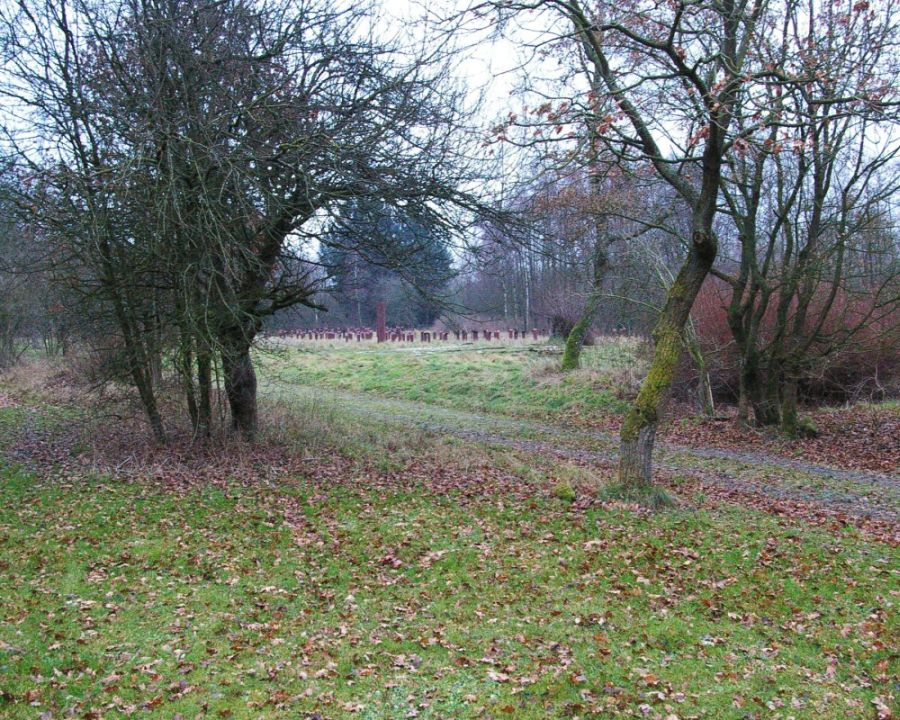
KZ-Gedenkstätte Husum-Schwesing
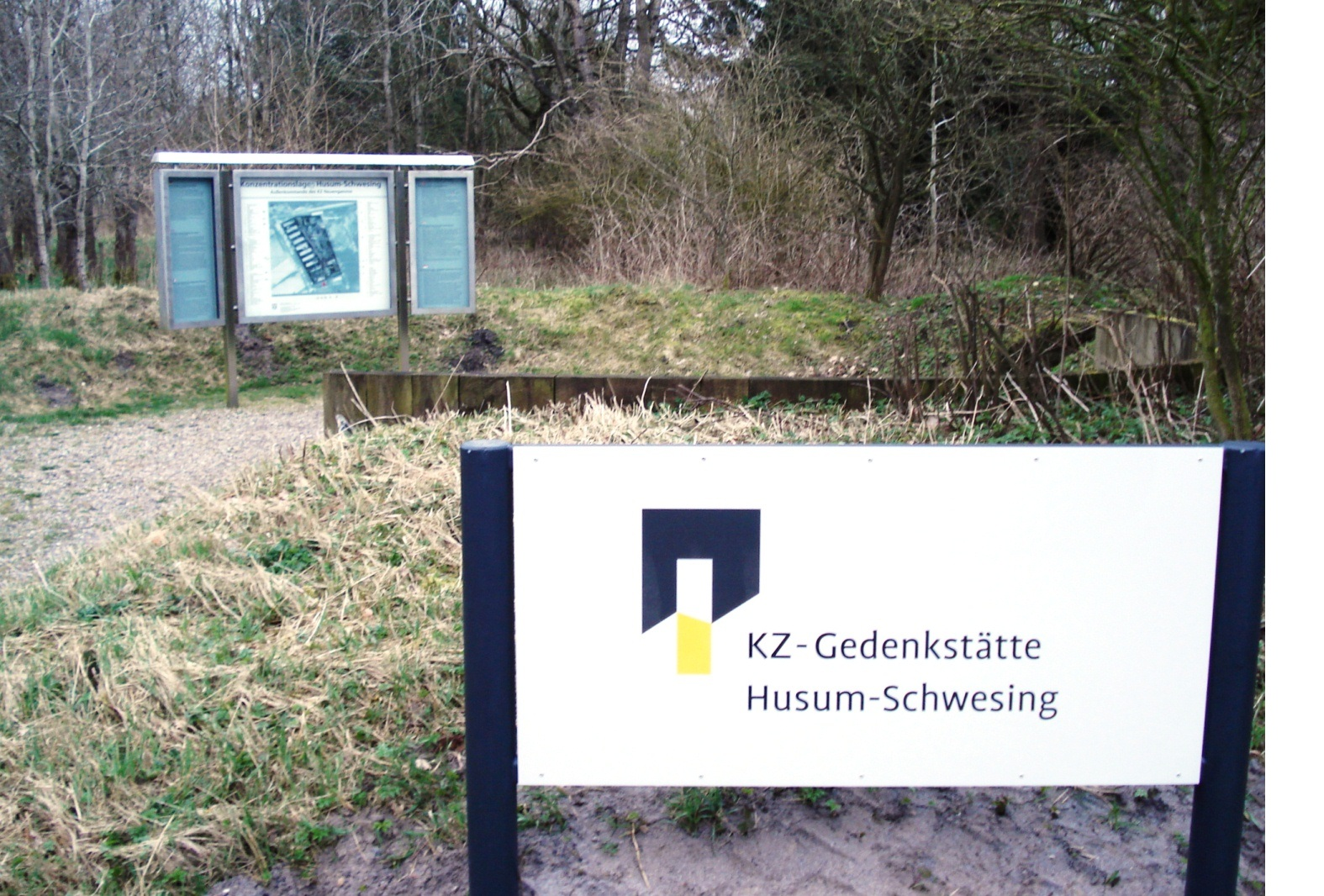
Eingangsbereich der KZ-Gedenkstätte Husum-Schwesing